# Lee Meredith
Judith Lee Sauls, dite Lee Meredith, est une actrice américaine, née le 22 octobre 1947.

## Biographie
En 1972, elle apparaît en tant qu'infirmière dans une scène de sketch dans la comédie de Broadway, The Sunshine Boys, puis répétera  sa prestation dans la version cinématographique de 1975 (Ennemis comme avant) avec Walter Matthau et George Burns.
Mais elle est surtout connue pour son rôle d'Ulla, la jolie et sexy secrétaire suédoise, dans la version originale de 1968 des Producteurs (The Producers), de Mel Brooks. Dans l'édition 2002 du DVD du film, elle donne une interview et recrée sa danse du film.
Dans les années 1980, elle apparaît aux côtés du scénariste Mickey Spillane dans une série de publicités humoristiques pour une marque de bière.

## Filmographie sélective

### Cinéma
- 1968 : Les Producteurs (The Producers), de Mel Brooks
- 1968 : Funny Girl, de William Wyler (non créditée)
- 1969 : Hello Down There, de Jack Arnold
- 1971 : Welcome to the Club, de Walter Shenson
- 1975 : Ennemis comme avant (The Sunshine Boys), de Herbert Ross

### Télévision
- 1983 : Si tu me tues, je te tue (Murder Me, Murder You), de Gary Nelson
- 1984 : Il pleut des cadavres (More than Murder), de Gary Nelson